# 金光教玉水教会
金光教玉水教会 (こんこうきょうたまみずきょうかい) は、大阪府大阪市西区に所在する金光教の教会。教会堂は登録有形文化財となっている。

## 沿革
1902年 (明治35年)、湯川安太郎が友達3人と土佐堀裏町に家を借り、道広教会の在籍教師を迎え布教所を開設。1906年、正式に「金光教玉水教会」となる。1935年 (昭和10年) 、現教会堂竣工。1945年、湯川茂が2代教会長に就任。1950年、玉水記念館竣工。1988年、湯川泰雄が3代教会長に就任。2000年 (平成12年)、湯川正夫が4代教会長に就任。2002年、玉水記念館落成。

## 教会堂
1935年竣工。設計は池田谷久吉建築事務所、施工は北井工務店。木造平屋建、一部二階建。建築面積531m2。入母屋造の大屋根平側に２つの千鳥破風をつける。1999年6月7日、登録有形文化財となった。

## 記念館
利用を信者に限定しない、地域に開かれた集会施設で教会堂の南向いに建つ。2002年3月竣工。設計は日建設計。施工は竹中工務店。壁は黒煉瓦とガラスの対比、出窓兼進入口のアクセントが特徴。屋上には緑化庭園がある。第23回大阪都市景観建築賞大阪府建築士会長賞を受賞。

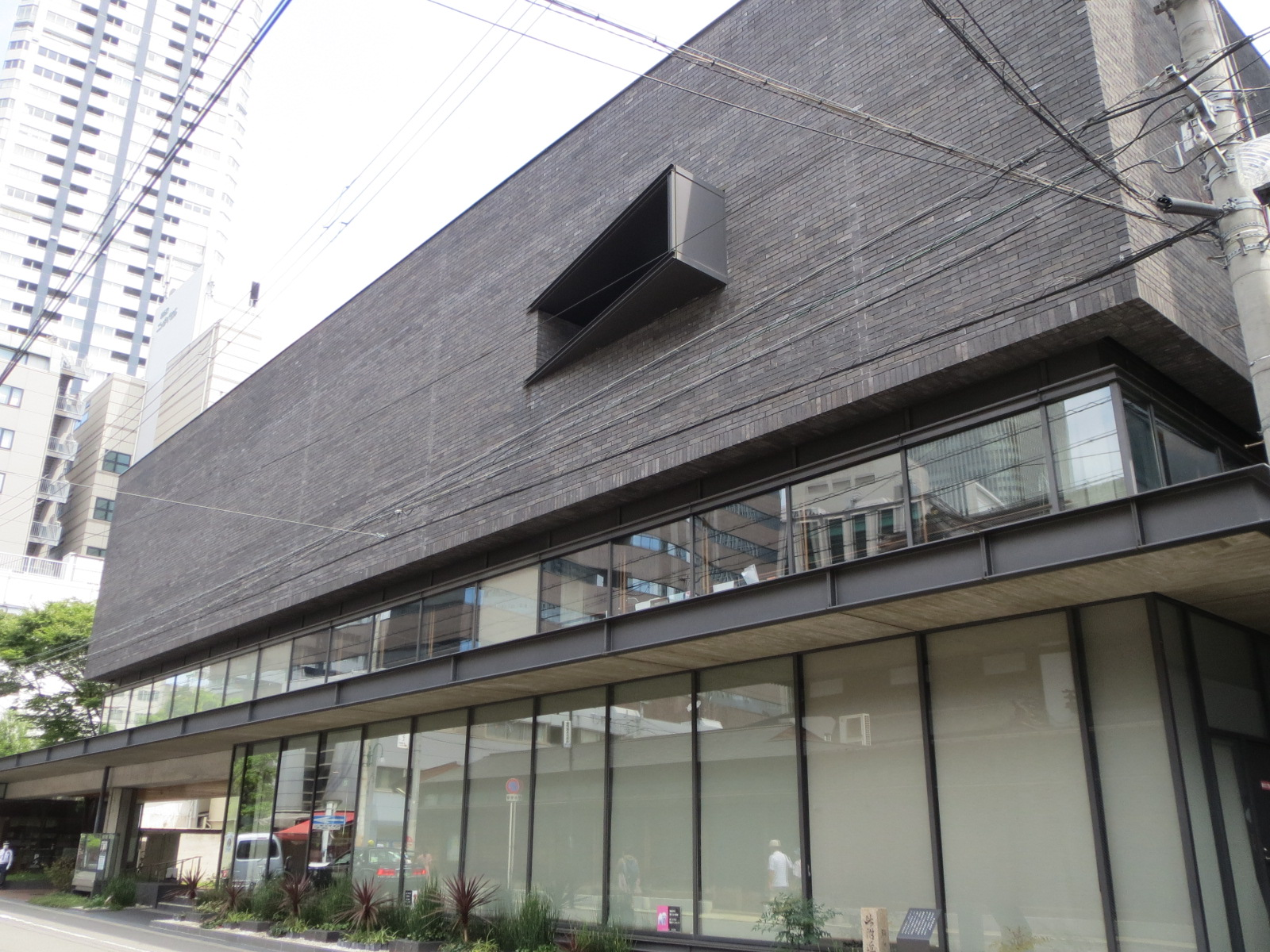
記念館

## 交通アクセス
- 四ツ橋線肥後橋駅より徒歩すぐ